# Quận XV, Budapest
Quận XV, Budapest là một quận thuộc hạt főváros, Hungary. Quận này có diện tích 26,94 km², dân số năm 2010 là 80030 người, mật độ 2971 người/km².